# Kanstantsin Siamionau
Kanstantsin Siamionau, también escrito como Konstantin Semionov –en bielorruso, Канстанцін Сямёнаў; en ruso, Константин Семёнов– (Dubrouna, 22 de octubre de 1978), es un deportista bielorruso que compitió en judo. Ganó una medalla de bronce en el Campeonato Europeo de Judo de 2007, en la categoría de –73 kg.

## Palmarés internacional
| Campeonato Europeo | Campeonato Europeo | Campeonato Europeo | Campeonato Europeo |
| Año                | Lugar              | Medalla            | Categoría          |
| ------------------ | ------------------ | ------------------ | ------------------ |
| 2007               | Belgrado (Serbia)  | Medalla de bronce  | –73 kg             |